# Novena a São Miguel Arcanjo

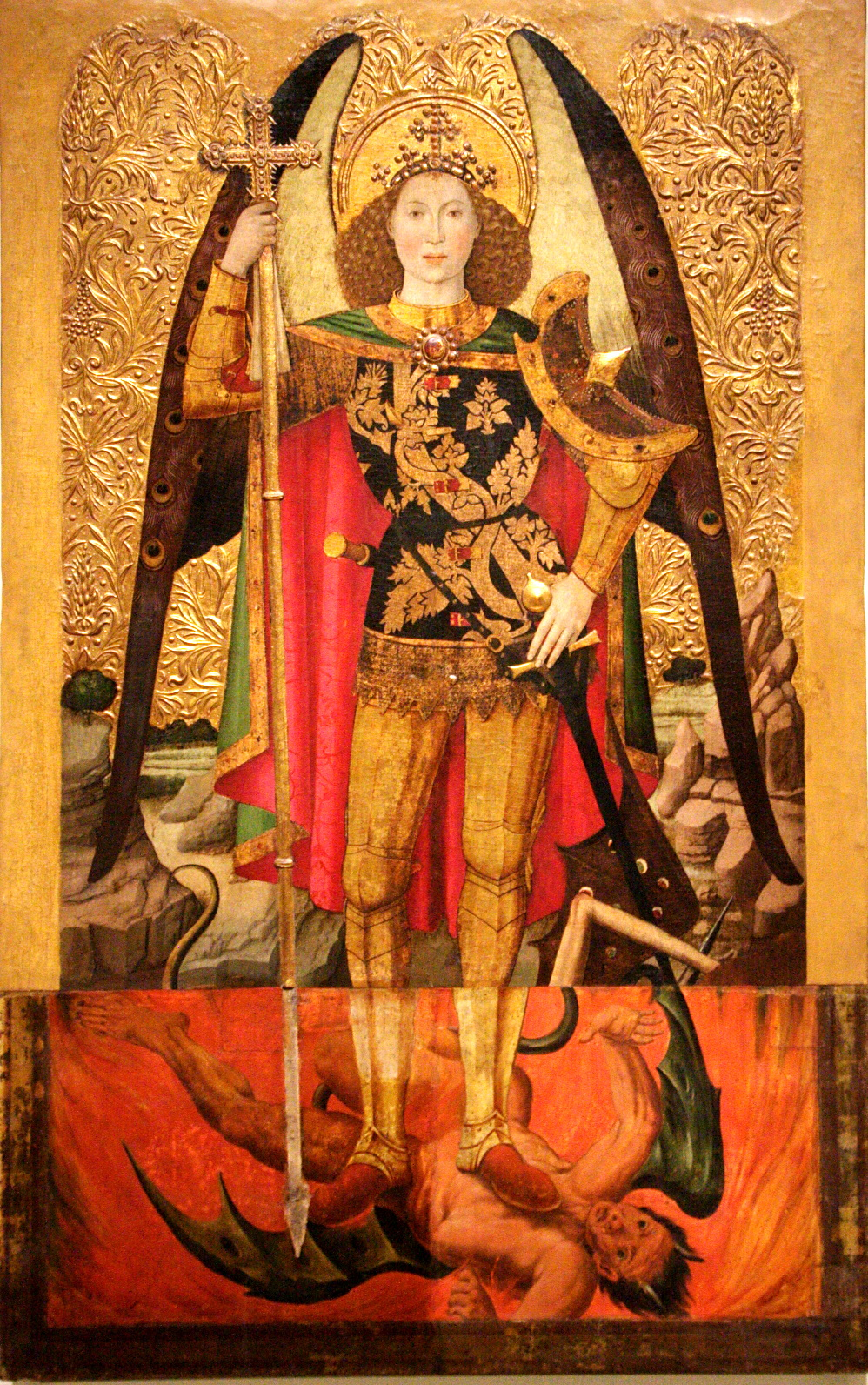
Arcanjo Miguel, por Jaime Huguet, 1456.

A Novena a São Miguel Arcanjo é uma novena católica romana rezada a São Miguel Arcanjo. Como todas as outras novenas, ela é rezada em nove dias consecutivos com uma intenção específica.

## A novena
Uma novena pode ser feita em qualquer época do ano, com qualquer forma de orações aprovadas. A novena a São Miguel é tradicionalmente rezada nos nove dias anteriores ao tradicional dia de festa de 29 de setembro. Uma variedade de orações e formatos podem ser usados. Orações comumente usadas são a Oração a São Miguel, o Terço de São Miguel ou uma ladainha.

### Oração a São Miguel
São Miguel Arcanjo, defendei-nos na batalha; sede nossa proteção contra a maldade e as ciladas do demônio. Que Deus o repreenda, humildemente rogamos; e tu, ó príncipe da hoste celestial, pelo poder de Deus, lança no inferno Satanás e todos os outros espíritos malignos que rondam o mundo buscando a ruína das almas. Amém.

### Oração alternativa da novena

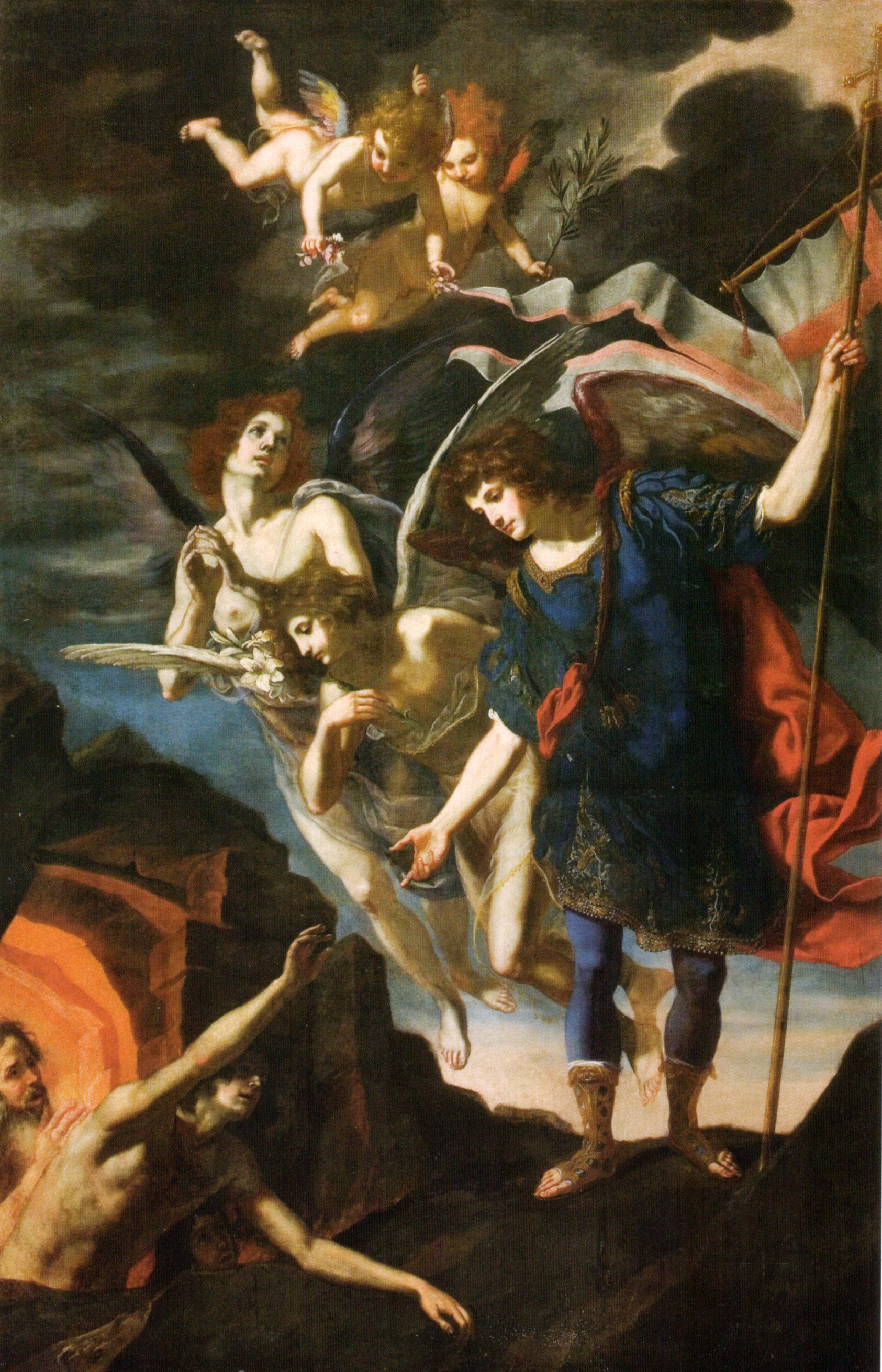
Arcanjo Miguel alcançando a libertação das almas do Purgatório, por Jacopo Vignali, século XVII.

São Miguel Arcanjo,
leal campeão de Deus e do Seu Povo.
Eu me volto a você com confiança
e busco sua poderosa intercessão.
Pelo amor de Deus,
Que o fez tão glorioso em graça e poder,
e pelo amor da Mãe de Jesus, a Rainha dos Anjos,
tenha o prazer de ouvir nossa oração.
Você conhece o valor de nossas almas aos olhos de Deus.
Que nenhuma mancha do mal jamais desfigure sua beleza.
Ajude-nos a vencer o espírito maligno que nos tenta.
Desejamos imitar sua lealdade a Deus e à Santa Mãe
e seu grande amor por Deus e pelas pessoas.
E já que você é o mensageiro de Deus para o cuidado de Seu povo,
confiamos a você estas intenções especiais:
... intenções específicas são declaradas aqui...
Senhor, ouça e conceda nossas intenções especiais para esta novena.
Em nome de nosso bendito Senhor e redentor Jesus Cristo.
Amém.